# Zwi Katz

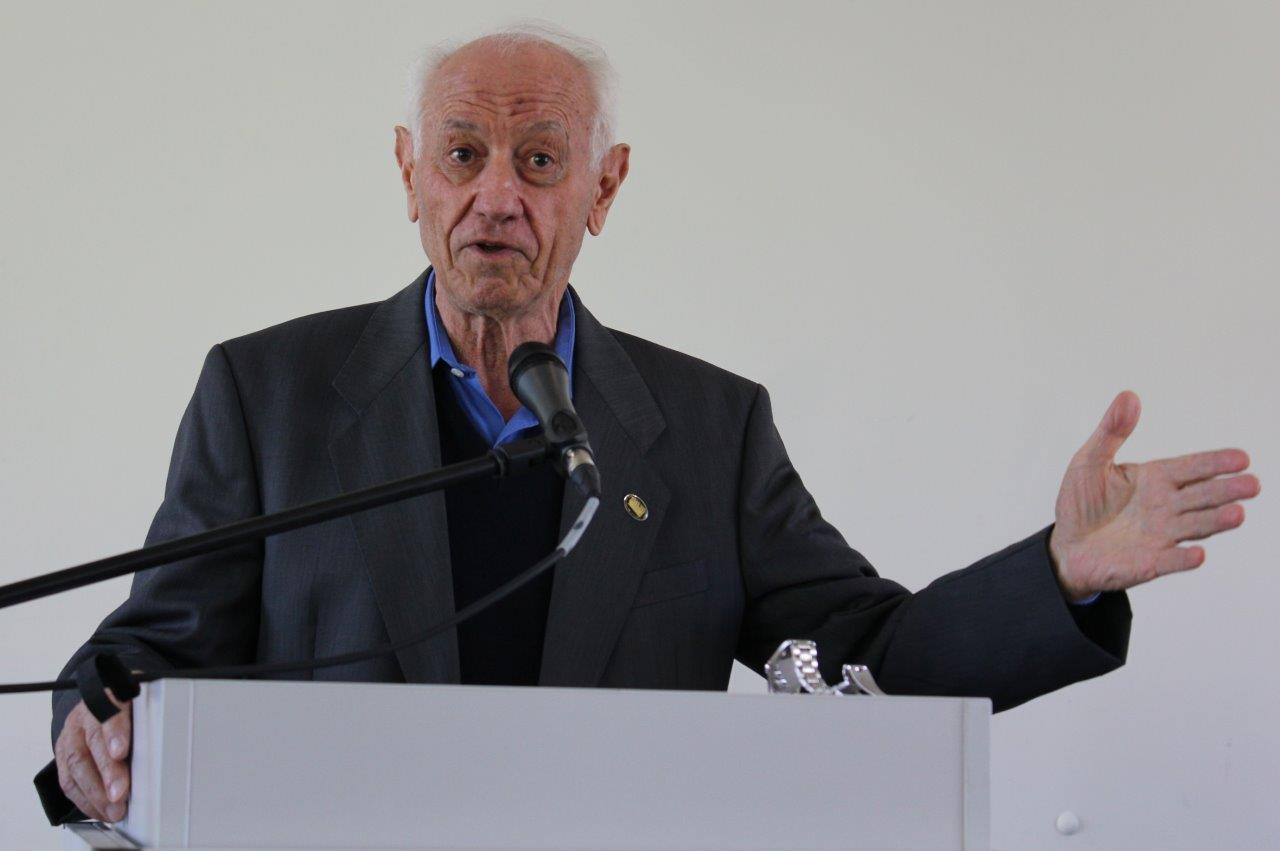
Zwi Katz bei einem Vortrag am Karlsgymnasium München-Pasing am 28. April 2010

Zwi Katz (hebräisch צבי כץ; geboren am 10. Juli 1927 in Kaunas, Litauen; gestorben am 17. Juni 2024 in Cholon, Israel) war ein nach Israel ausgewanderter litauischer Holocaust-Überlebender und Buchautor.

## Leben
Zwi Katz wurde 1927 im litauischen Kaunas geboren und wuchs in einer bürgerlichen, jüdischen Familie auf. Nach dem Einmarsch der Wehrmacht in Litauen wurde er im Sommer 1941 im Ghetto von Kaunas inhaftiert. Nach dessen Auflösung 1944 wurde Katz ins KZ Kaufering, ein Außenlager des KZ Dachau, deportiert. Ende April 1945 wurde er zusammen mit den anderen Häftlingen auf dem Todesmarsch von Dachau von der SS in Richtung Alpen getrieben und im oberbayerischen Waakirchen von der US-Armee befreit. Nach seiner Befreiung trat er eine mehrjährige Odyssee durch Europa und über das Mittelmeer an und erreichte 1948 Israel, wo er eine Familie gründete und im Landwirtschaftsministerium arbeitete.
In den 1980er Jahren begann sich Zwi Katz intensiv mit seiner Vergangenheit auseinanderzusetzen. Er sprach als Zeitzeuge an Schulen in Deutschland und Israel, nahm regelmäßig an Gedenkveranstaltungen teil und war lange Jahre stellvertretender Vorsitzender der Vereinigung der Überlebenden der KZ-Außenlager Dachau Landsberg/Kaufering. Im Jahr 2002 veröffentlichte Zwi Katz sein autobiografisches Buch Von den Ufern der Memel ins Ungewisse. Eine Jugend im Schatten des Holocaust. Im Jahr 2016 nahm er zuletzt an der Gedenkveranstaltung für den Todesmarsch durch das Würmtal teil und wurde im selben Jahr zum Ehrenvorsitzenden des Vereins „Gedenken im Würmtal“ ernannt.
Zwi Katz starb am 17. Juni 2024 im Alter von 96 Jahren in Cholon, Israel.

## Ehrungen
- Für sein Engagement wurde Zwi Katz 2004 mit dem Bundesverdienstkreuz am Bande ausgezeichnet.

## Schriften
- Von den Ufern der Memel ins Ungewisse. Eine Jugend im Schatten des Holocaust. Nachwort Christoph Dieckmann. Pendo Verlag, Zürich 2002, ISBN 3-85842-490-0 (Neuausgabe: Allitera Verlag, München 2010, ISBN 978-3-86906-074-3).
  - hebräische Ausgabe: Sovevuni lahaṭ esh boʿeret ... Mi-gedot ha-Naiman el ha-bilti noda (hebräisch סובבוני להט אש בוערת־־ מגדות הנימן אל הבלתי נודע, übersetzt: Sich im Tanze drehen inmitten lodernden Feuers. Von den Ufern der Memel ins Ungewisse). Misrad ha-Bitachon (hebräisch משרד הביטחון), Tel Aviv 2005, ISBN 965-05-1295-0.